# Dave Matthews Band
Dave Matthews Band (DMB) — американская рок-группа, основанная в Шарлотсвилле (штат Виргиния) в 1991 году. Членами-основателями стали автор-исполнитель и гитарист Дэйв Мэтьюс, басист Стефан Лессард, ударник и бэк-вокалист Картер Бьюфорд и саксофонист Лирой Мур. 
Лауреат нескольких премий, включая Grammy Award, NAACP Chairman’s Award. Все первые 7 студийных альбомов достигли платинового статуса в США. В 2012 году Dave Matthews Band стали первой в истории группой, чьи 6 студийных альбомов подряд достигали № 1 в главном чарте США. В США продано более 30 млн их альбомов, что делает группу одной из 100 наиболее успешных по этому показателю исполнителей в музыкальной истории всех времён.

## История
В 1990 году Дэйв Мэтьюс (родившийся 9 января 1967 года в ЮАР, Йоханнесбург) работал барменом в Шарлотсвилле (штат Виргиния, США). Здесь в 1991 году Дэйв Мэтьюс (гитарист и автор-исполнитель) вместе с 16-летним басистом Стефаном Лессардом, ударником и бэк-вокалистом Картером Бьюфордом и саксофонистом Лироем Муром основали группу Dave Matthews Band. Вскоре к группе присоединился скрипач Бойд Тинсли. В 2008 году в результате несчастного случая погиб Лирой Мур. Группа известна своими ежегодными концертными турами по США и Европе. Альбом 2009 года Big Whiskey and the GrooGrux King (первый после смерти Мура) дебютировал на первом месте Billboard 200, став 5-м подряд диском на вершине чарта. Ранее это удалось сделать только группе Metallica. В 2012 году Dave Matthews Band побили и этот рекорд, когда их альбом Away from the World стал 6-м подряд на первом месте чарта.
В 1996—2010 годах Dave Matthews Band получили 14 номинаций на премию Грэмми (одну выиграли в 1997 году). Также группа выиграла 4 премии My VH1 Music Awards музканала VH1 (2000 и 2001 гг).

## Дискография

### Студийные альбомы
- Under the Table and Dreaming (1994; № 11 в Billboard 200)
- Crash (1996; № 2)
- Before These Crowded Streets (1998; № 1)
- Everyday (2001; № 1)
- Busted Stuff (2002; № 1)
- Stand Up (2005; № 1)
- Big Whiskey and the GrooGrux King (2009; № 1)
- Away from the World (2012; № 1)
- Come Tomorrow (2018; № 1)
- Walk Around the Moon (2023)

### Концертные альбомы
Всего группой записано около 50 живых альбомов (ниже приведены некоторые из них; большая часть других дисков не входила в чарты).
- Remember Two Things (1993: Bama Rags Recordings release; 1997: RCA Records re-release)
- Recently - EP (1994: Bama Rags Recordings release; 1997: RCA Records re-release)
- Live at Red Rocks 8.15.95 (1997)
- Listener Supported (1999)
- Live at Luther College (Dave Matthews and Tim Reynolds) (1999)
- Live in Chicago 12.19.98 at the United Center (2001)
- Live at Folsom Field, Boulder, Colorado (2002)
- The Central Park Concert (2003)
- The Gorge (2004)
- Weekend on the Rocks (2005)
- Live at Radio City (Dave Matthews and Tim Reynolds) (2007)
- Live at Piedmont Park (2007)
- Live at Mile High Music Festival (2008)
- Europe 2009 (2009)
- Live in Las Vegas (Dave Matthews and Tim Reynolds) (2010)
- Live in New York City (2010)
- Live at Wrigley Field (2011)
- Live in Atlantic City (2011)